# ایوی سندز
ایوی سندز (زاده ۱۸ ژوئیه ۱۹۴۶) یک خواننده، ترانه‌سرا و نوازنده آمریکایی است.
ایوی ساندز در بروکلین، نیویورک، در یک خانواده موسیقیدان به دنیا آمد. مادرش خواننده بود و ساندز با گوش دادن به هنرمندانی مانند بیلی هالیدی، دینا واشینگتن، فرانک سیناترا، جکی ویلسون، ویلی جان کوچولو و بیتلز بزرگ شد. او از این هنرمندان برای یادگیری کیبورد و گیتار الهام گرفت و توانایی‌های خود را به عنوان یک خواننده و ترانه‌سرا توسعه داد.
سندز در ۱۴ ژوئن ۱۹۷۱ با ریچارد ژرمینارو در لس آنجلس ازدواج کرد اما بعداً طلاق گرفتند.

## آهنگ‌شناسی

### آلبوم‌ها
- هر طور که من را بخواهی (A&M SP-4239) - 1970
- دارایی ذهن (Haven ST-9202) – 1974
- انیمیشن معلق (RCA Victor AFL1-2943) – 1979
- زنان در زندان (موارد غرق قطار TW-009) - 1998
- ملکه الماس / جک دل‌ها - بیلی ورا و ایوی سندز (Train Wreck Records TW049) – 2014
- از راه خود خارج شوید (R-Spot Records RSR-1112) - 2021

### تک آهنگها
- برای من بدرخش (R-Spot Records RSR-1111) – 2017
- رول / سگ من (ABC 10458) – 1963
- دنی پسر، من تو را خیلی دوست دارم / من حرکت کردم (طلا ۲۱۵) - ۱۹۶۴
- کمی مرا ببر / به خانه پیش مادرت بدو (Blue Cat BC 118) - 1965 (US114-Billboard) (#124-Cashbox)
- من نمی‌توانم رها کنم / تنومند (گربه آبی BC 122) - 1965
- Picture Me Gone / مرا می‌خنداند (Cameo 413) – 1966
- عشق یک پسر / ما بهتر می‌دانیم (Cameo 436) - 1966
- فرشته صبح / جان عزیز (Cameo 475) – 1967
- بیلی سان شاین / مرا می‌خنداند (Cameo 2002) – 1967 (US#133-Billboard) (#115-Cashbox)
- تا زمان رفتنت فرا رسد / Shadow Of The Evening (A&M 0980) – 1968
- یک صبح خوب تابستانی / من دستم را دراز خواهم کرد (A&M 1026) – 1969
- به هر شکلی که تو مرا بخواهی / من دیگر هرگز تنها نخواهم بود (A&M 1090) – 1969 (#53-بیلبورد ایالات متحده) (#45-Cashbox)، (مجله CAN #40-RPM)، (گزارش موسیقی کنت AUS #85))
- شاید فردا / آنی دیوانه (A&M 1157) – 1969 (#116-بیلبورد ایالات متحده)
- اما تو می دانی که دوستت دارم / شاید فردا (A&M 1175) - 1970 (US #110-Billboard)، (#30-Billboard Adult Contemporary), (CAN #89-RPM Magazine, #43-AC)
- این من هستم، می‌یابم / مرا برای مدت کوتاهی ببر (A&M 1192) - 1970
- تو زن را از من بیرون آوردی / آفتاب صبح زود (Haven 7010) – 1974 (US-#50-Billboard)، (#63-Cashbox)
- I Love Makin' Love to You / یک چیز در ذهن من است (Haven 7013) – 1974 (US-#50-Billboard)، (#44-Cashbox), (CAN #59-RPM Magazine)
- دیروز نمی‌تواند به من صدمه بزند / (آیا من) دیوانه دلیل من باور دارم (Haven 7020) – 1975 (#36-Billboard Adult Contemporary), (CAN #92-RPM Magazine, #47 RPM AC)
- نحوه انجام کارهایی که انجام می‌دهید / عشق در بعد از ظهر (Haven 806) - 1976 (AUS # 100)
- Keep My Love Light Burnin' / من نمی‌توانم برای تو صبر کنم (RCA 11549) - 1979
- برای من خوب به نظر می‌رسید / آسیب مغزی (RCA 11653) - 1979
- فرشته در چشمان تو (TrainWreck) - 2000
- اگر تسلیم شوید (R-Spot Records) – 2020

### حضور مهمان باکوئینسی جونز
- جان و مر ی (موسیقی متن) (A&M، ۱۹۷۰)